# Subaru Legacy
O Legacy é um modelo médio da Subaru.
Alguma versões desse modelo foram equipadas com transmissão continuamente variável (Câmbio CVT).

## Galeria
- Primeira geração (1989-94)
- Segunda geração (1994-99)
- Terceira geração (1998-03)
- Quarta geração (2003-09)
- Quinta geração (2009-14)
- Sexta geração (2014-presente)